# Villeguillo
Villeguillo – gmina w Hiszpanii, w prowincji Segowia, w Kastylii i León, o powierzchni 16,69 km². W 2011 roku gmina liczyła 154 mieszkańców.